# Palacio de los Escudero-Herrera (Valladolid)
El palacio de los Escudero-Herrera es un edificio renacentista, construido en el segundo cuarto del siglo XVI, emplazado en la calle de Fray Luis de León en Valladolid, España. Desde 1922 pertenece a la Congregación de las Hijas de Jesús, al igual que el palacio de los Villagómez, adquirido por esta varios años más tarde y siendo ambos colindantes.

## Descripción

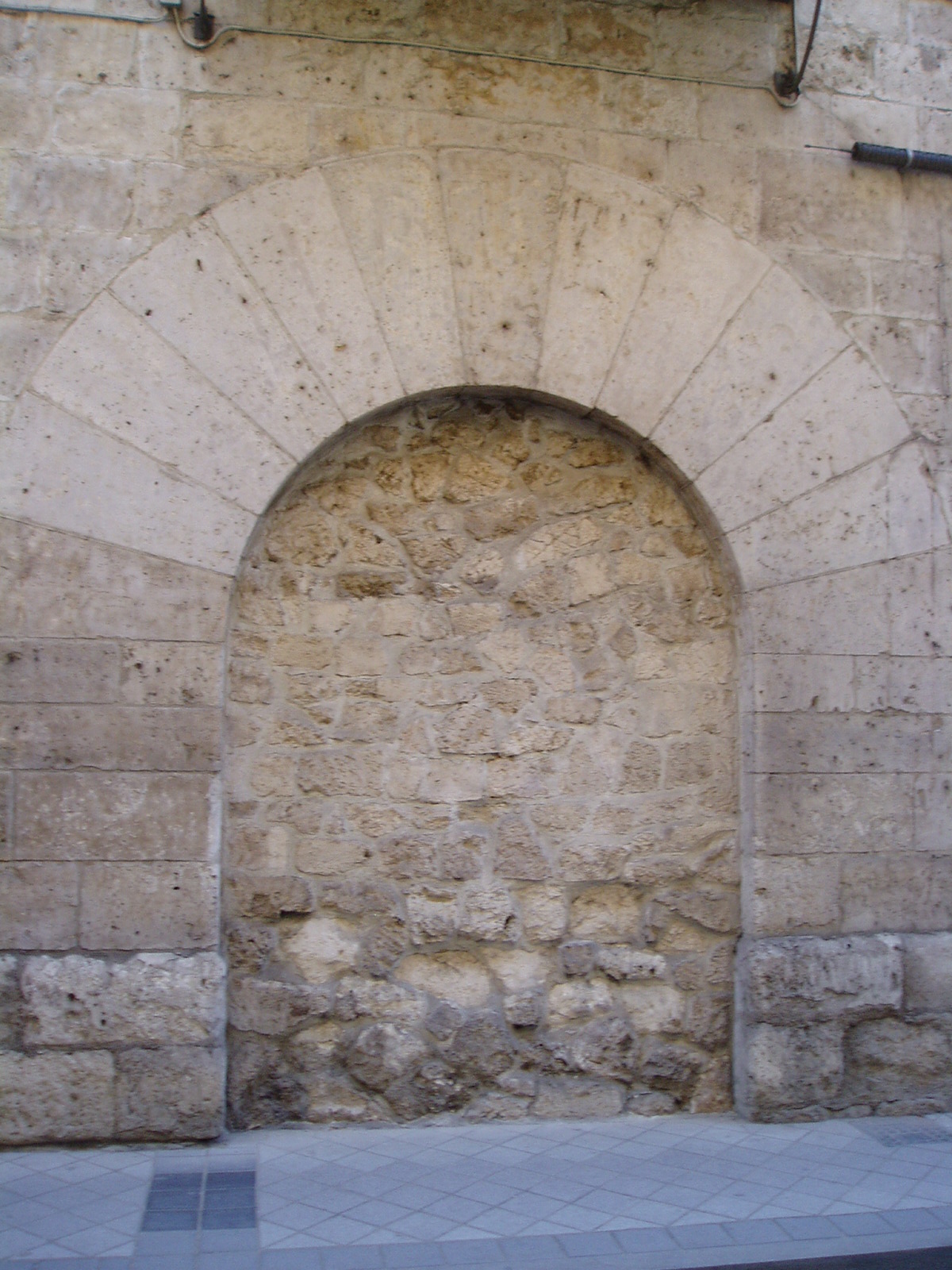
Antigua puerta de las cocheras del palacio.

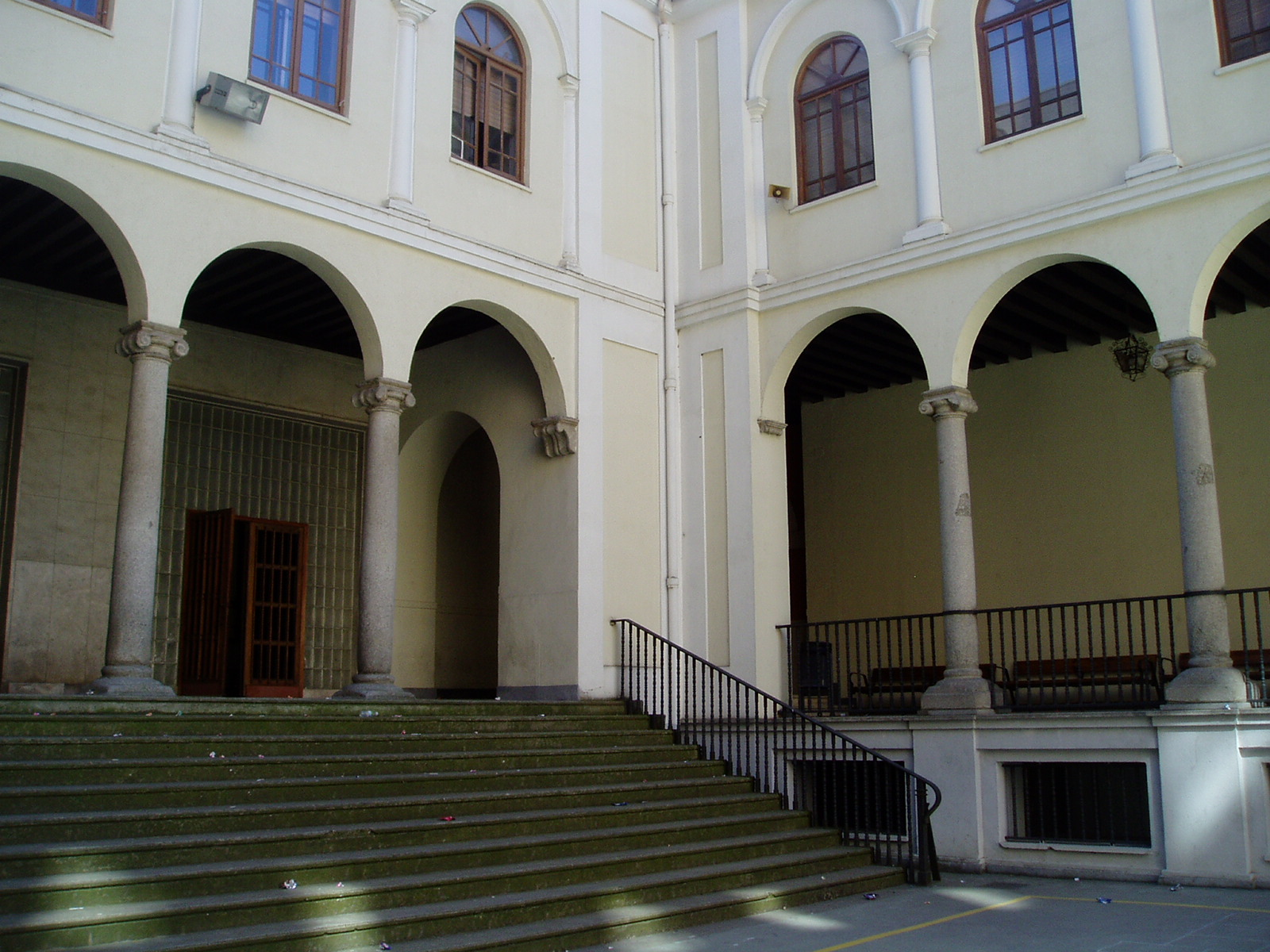
Patio porticado del palacio, sin rebajar hasta hace unas décadas.

Tiene una fachada renacentista de piedra, apaisada, que incluye tres portadas: la de las cocheras, cegada actualmente, la de las bodegas y la principal (simétrica), abierta con un gran arco de medio punto envuelto a modo de alfiz por entablamento y dos columnas jónicas de fuste estriado apoyadas en ménsulas; sobre ellas se alzan dos flameros con los escudos de armas de la familia. En las dovelas del arco de esta portada se puede leer aún la inscripción que indica que el palacio sirvió como Colegio de San Ildefonso.
En su interior alberga un patio renacentista de dos alturas, porticado en tres de sus lados, estando el muro orientado hacia el Norte totalmente tapiado para resguardo del frío, característica esta típica de los palacios vallisoletanos. El pórtico, abierto con arcos de medio punto apoyados en columnas jónicas, conserva el artesonado original.
Cuando fue habilitado como colegio de las Hijas de Jesús se construyó la capilla, donde se emplaza la portada principal del edificio, y que conservaba un retablo barroco procedente de la iglesia del Rosarillo, ante el cual se inspiró la Madre Cándida, fundadora de la Congregación, para llevar a cabo su deseo de crear varios centros educativos. El retablo es de un solo cuerpo, con la Santísima Trinidad dispuesta en vertical, y la Sagrada Familia, flanqueada por San Joaquín y Santa Ana, en horizontal. El conjunto está adornado por varios angelotes. El retablo fue trasladado a la nueva capilla del colegio de la Congregación de la carretera de Segovia.

## Historia

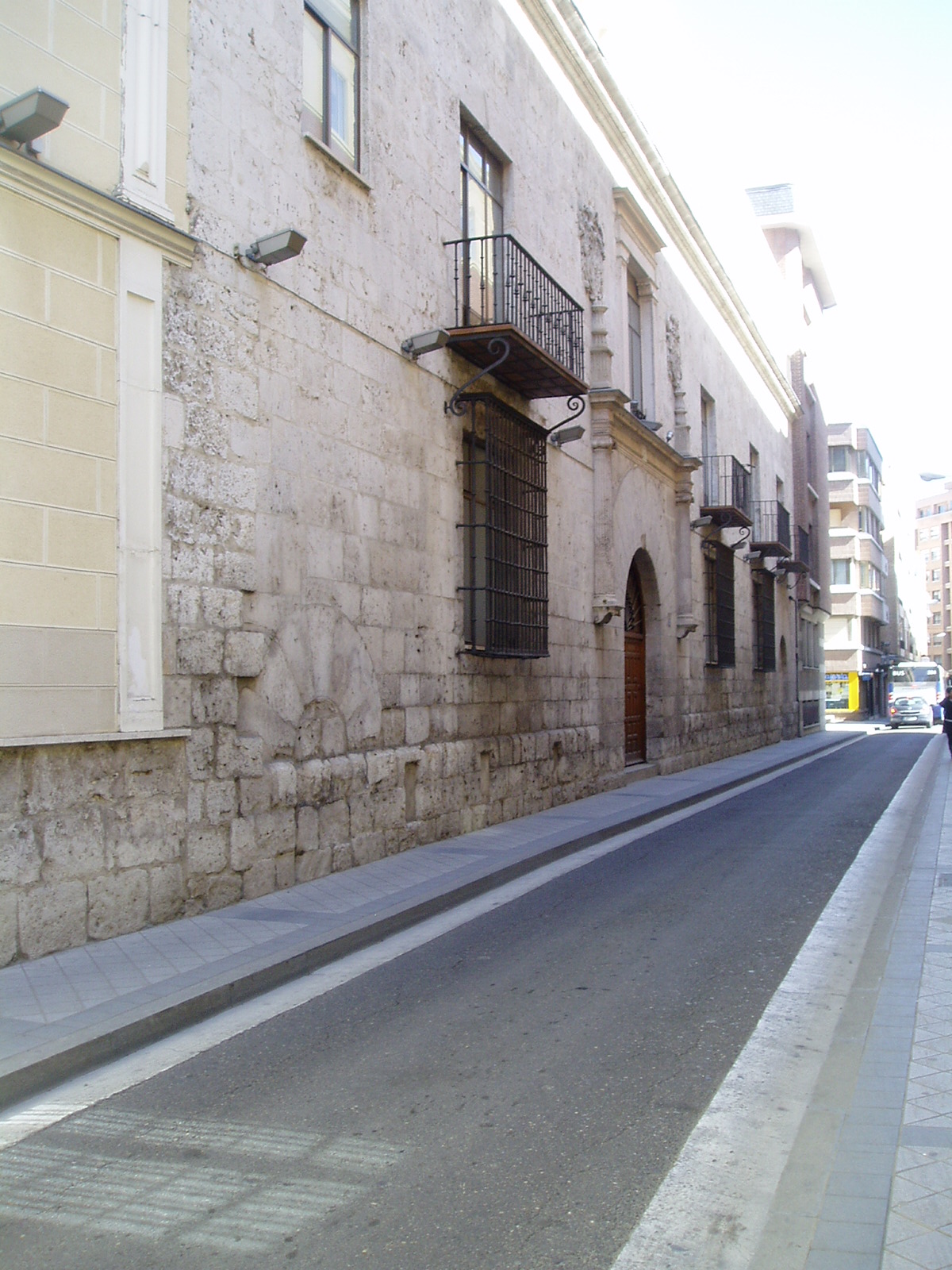
Calle de Fray Luis de León, donde está situado el palacio.

El palacio fue residencia de la familia de los Escudero-Herrera, y durante un tiempo a finales del siglo XVI estuvo habilitado como cárcel del Tribunal de la Santa Inquisición. Hasta hace unas décadas se creía que en él había estado preso Fray Luis de León, viniendo de ahí el nombre de la calle de Fray Luis de León, pero se conocen documentos que fechan la estancia del poeta en años en los que los sótanos del edificio ya no funcionaban como cárcel. En 1922, el palacio pasa a manos de la Congregación de las Hijas de Jesús, que lo habilita como centro de Enseñanza Primaria.